# Ось і вона
«Ось і вона» (оригінальна назва — «І так воно йде»; англ. And So It Goes) — американська комедійна драма 2014 року. Режисером картини був Роб Райнер.

## Сюжет
Орен Літтл, рієлтор за фахом, — старий чоловік, збайдужілий після смерті дружини до всіх оточуючих включно з його сином Люком. Його сусідка по будинку Ліа, ненабагато молодша за Орена, чий чоловік також помер, ніколи не мала власних дітей і б'ється над відновленням кар’єри співачки.
Одного разу Люк раптово залишає для догляду на час свого ув'язнення своєму батькові десятирічну доньку Сару, онуку, про існування якої Орен навіть не знав. Участь Сари в житті Орена і Лії змінює їхні життя.

## В ролях
| Актор              | Роль          |
| ------------------ | ------------- |
| Майкл Дуглас       | Орен Літтл    |
| Даян Кітон         | Ліа           |
| Стерлінг Джерінс   | Сара Літтл    |
| Енні Перріс        | Кейт          |
| Роб Райнер         | Арті          |
| Яя Дакоста         | Кеннеді       |
| Скотт Шеперд       | Люк Літтл     |
| Френсіс Штернхаген | Клер          |
| Енді Карл          | Тед Вестбург  |
| Френкі Валлі       | власник клубу |

## Критика
Фільм, розрахований на глядачів старшого віку, отримав стримані та негативні відгуки і показав скромні касові збори. Rotten Tomatoes дав оцінку 16 % на основі 86 відгуків від критиків і 40 % від більш ніж 10000 глядачів.